# NGC 426

NGC 426

NGC 426 هي مجرة تتبع كوكبة قيطس. اكتشفها ويليام هيرشل في 20 ديسمبر 1786.

## روابط خارجية
- NGC 426 على موقع ويكي سكاي: DSS2, SDSS, GALEX, IRAS, Hydrogen α, X-Ray, Astrophoto, Sky Map, Articles and images